# غيتار سليم جونيور
غيتار سليم جونيور (بالإنجليزية: Guitar Slim, Jr.)‏ هو مغني أمريكي، ولد في 1951 في نيو أورلينز في الولايات المتحدة.